# Evelyn Frechette
Mary Evelyn "Billie" Frechette (Neopit, Wisconsin, 15 de Setembro de 1907 - Wisconsin, 13 de Janeiro de 1969) foi uma cantora norte-americana, casada com o gangster John Dillinger. No dia 22 de Julho de 1934, John Dillinger foi morto a tiro com os agentes da polícia. 35 anos mais tarde, no dia 13 de Janeiro de 1969, Billie Frechette morreu de cancro do coração.

## Biografia
Evelyn "Billie" Frechette nasceu em 15 de setembro de 1907 em Neopit, WI.
Uma mulher multifacetada da época, Billie era babá, garçonete e cantora entre muito⁸s de seus ofícios. O produto de uma mãe nativa americana Menominee e pai francês, ela viu seu quinhão de ódio e discriminação. Procurando escapar do estigma da melhor maneira possível, Billie mudou-se para o sul para Milwaukee, WI, para trabalhar e viver na cidade grande. Ela acabaria indo mais ao sul em North Chicago com sua irmã.
Billie teve um relacionamento de 6 meses com o então procurado John Dillinger. Nunca participando dos assaltos a bancos, ela foi acusada de 'abrigar um criminoso' ao ser capturada por dirigir uma fuga uma vez. Ela teve um intenso caso de amor com John. John sempre mantinha Billie escondida em um destino de fuga, nunca envolvida em trabalhos bancários. Ela tinha boas lembranças do ladrão de banco, que ela lembrava que a tratava como uma dama.
Após sua captura na primavera de 1934, ela disse a John, para não tentar livrá-la por medo de sua vida. Batendo a cabeça contra a parede tentando conceber uma fuga da cadeia, Dillinger percebeu que era muito perigoso no momento. John, empenhado em libertá-la, tinha seus advogados trabalhando em seu caso o tempo todo. Dando a ela a melhor defesa possível. Eles nunca mais se veriam, no entanto.

## Cultura Pop
Michelle Phillips a interpretou em 'Dillinger' de 1973 e Sherilyn Fenn a retratou no início dos anos 90 feito para o filme de TV Dillinger. No entanto, a atriz francesa vencedora do Oscar Marion Cotillard deu o retrato mais intrigante e profundo de Frechette, até hoje, em "Inimigos Públicos", de 2009. Indo tão longe a ponto de visitar a família de Billie como parte de sua pesquisa, Marion capturou o verdadeiro Frechette. Trazendo à tona as paixões, medos e pontos fortes da vida real Evelyn "Billie" Frechette, Marion Cotillard fez do personagem a âncora e um dos poucos personagens tridimensionais do filme.